# Kaczaczkut
Kaczaczkut – wieś w Armenii, w prowincji Lorri. W 2011 roku liczyła 393 mieszkańców.